# Wilfried Sanou
Wilfried Sanou, född 16 mars 1984 i Bobo-Dioulasso i Burkina Faso, är en burkinsk före detta fotbollsspelare.